# Eclose
Eclose korábbi község (település) Franciaországban, Isère megyében. 2015. január 1-jén Badinières községgel egyesült és Eclose-Badinières új község része lett.
Lakosainak száma 753 fő (2017. január 1.). Eclose Badinières községgel határos.

## Népesség
A település népességének változása:

| 2016 | 1 432 |
| 2017 | 753   |